# Karl Hauenschild
Karl W.H. Hauenschild (ur. 30 sierpnia 1920 w Hanowerze, zm. 28 lutego 2006 w Hemmingen) – niemiecki polityk i działacz związkowy, od 1969 do 1982 przewodniczący IG Chemie, Papier, Keramik, od 1979 do 1980 poseł do Parlamentu Europejskiego I kadencji.

## Życiorys
Do 1938 kształcił się w Oberrealschule, którą opuścił z przyczyn finansowych; następnie do 1940 odbywał praktykę w zawodzie sprzedawcy przemysłowego w firmie chemicznej. W 1940 wcielono go do Wehrmachtu, podczas wojny został ranny w ZSRR i do 1945 przebywał w niewoli amerykańskiej. Po 1945 wstąpił do Socjaldemokratycznej Partii Niemiec i zaangażował się działalność związkową. Był jednym z założycieli centrali IG Chemie, Papier, Keramik w amerykańskiej i brytyjskiej strefie okupacyjnej, później został jej etatowym pracownikiem i członkiem zarządu odpowiedzialnym m.in. za organizację i administrację. Od 1969 do 1982 przewodził IG Chemie, Papier, Keramik na poziomie krajowym, a od 1970 do 1983 był szefem International Federation of Chemical, Energy and General Workers' Unions. Od 1973 należał do Komisji Trójstronnej.
W 1979 wybrano go posłem do Parlamentu Europejskiego. Przystąpił do frakcji socjalistycznej, z mandatu zrezygnował 14 stycznia 1980.